# Homalocephala parryi
El barrilito o la biznaga tonel del Lago Guzmán (Homalocephala parryi) pertenece a la familia de las cactáceas (Cactaceae). El término parryi es por el botánico inglés-americano Dr. Charles Parry (1823-1890).

## Clasificación y descripción
Es una biznaga de la familia Cactaceae del orden Caryophyllales. Es descrita como una planta simple; sus tallos son globosos hasta cilíndricos, de 16 a 25 cm de alto y 21 a 30 cm de diámetro; presenta 13 a 21 costillas tuberculadas con constricciones y surcos transversales. La forma de las areolas en la región vegetativa es circular; mientras que en la región reproductiva es oval. Las espinas radiales van de 8 a 11, rectas, recurvadas, blancas, las superiores delgadas, las laterales más gruesas, las inferiores divergentes. Las espinas centrales 4, gruesas, anilladas, la superior y la inferior más gruesas, largas y ganchudas. Las flores son amarillas con la garganta roja; fruto suculento con el tiempo seco. Semillas negras.

## Distribución
Es una planta endémica del norte del estado de Chihuahua, en los médanos de Samalayuca, cerca de la Laguna Guzmán y cerca de La Noria.

## Hábitat
Vive de 1100 a 1850 m s. n. m., en suelos pedregosos de matorrales xerófilos y en pastizales.

## Estado de conservación
Las poblaciones de esta especie están muy reducidas y su hábitat se ha estado perdiendo por el cambio de uso de suelo, por lo que se propone como Amenazada (A) en el Proyecto de Modificación de la Norma Oficial Mexicana 059-2015. En la lista roja de la UICN se considera como casi Amenazada (NT). En CITES se valora en el apéndice II.